# Teatro do Parque

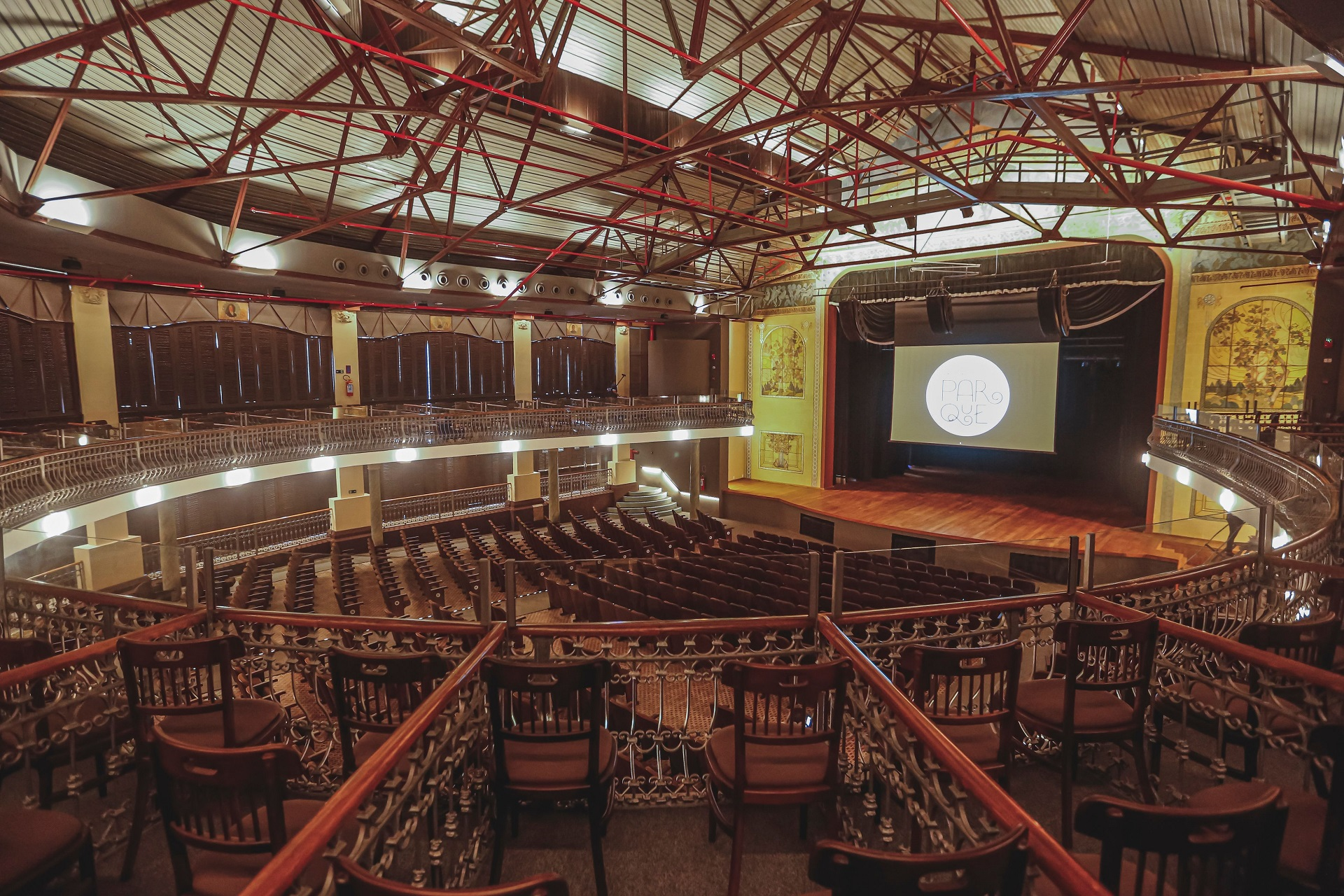
Interior do Teatro.

O Teatro do Parque é um cineteatro localizado na cidade do Recife, capital do estado brasileiro de Pernambuco.
Inaugurado em 1915, é o mais antigo teatro jardim do Brasil.

## História
O teatro foi construído pelo comendador Bento Luís de Aguiar, comerciante português, que nele investiu duzentos contos de réis. Foi inaugurado pela Companhia Portuguesa de Operetas e Revistas do Teatro Avenida, de Lisboa, na noite de 24 de agosto de 1915.